# エーリッヒ・ブランデンベルガー

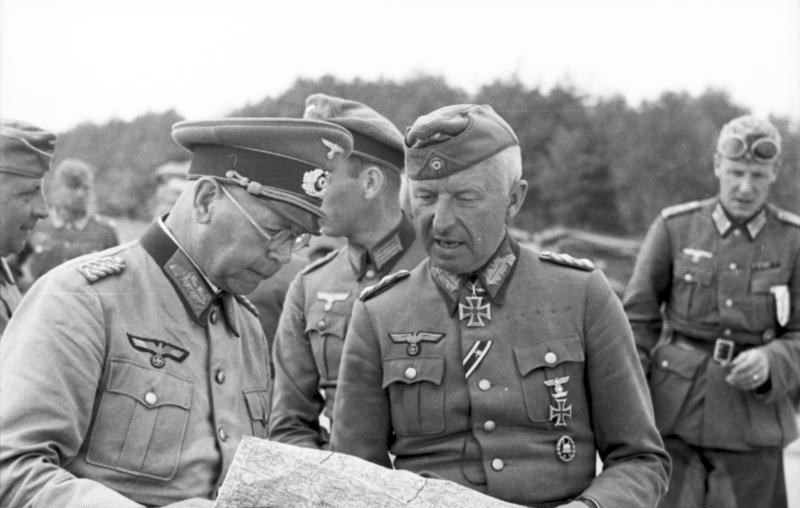
ブランデンベルガー少将（左）とマンシュタイン上級大将（1941年6月）

エーリッヒ・ブランデンベルガー（Erich Brandenberger 1892年7月15日 - 1955年6月21日）は、ナチス・ドイツの陸軍軍人。ドイツ国防軍陸軍装甲兵大将。

## 経歴
1892年7月15日、シュヴァーベン地方アウクスブルクに生まれる。砲兵少尉として第一次世界大戦に参加。第一次大戦では西部戦線で戦う。戦後は陸軍の諜報部に所属する。
1939年9月のポーランド侵攻では、ラインの守りを担当していたC軍集団第5軍所属指揮下で、師団を持たないアイフェル歩兵軍団の参謀長として参加。その後、1940年、西方への侵攻作戦では、A軍集団第16軍第23軍団でも参謀長として参加する。1941年2月20日、第8装甲師団長に就任。北方軍集団第4装甲集団隷下の第56装甲軍団指揮下で第8師団長として6月のバルバロッサ作戦への参加をする。同年8月15日~16日のイリメニ湖西、ルガ包囲戦では、ソ連赤軍第41軍団（5個狙撃師団）を殲滅した。この戦いでの極めて優秀な指揮能力を高く評価され、1943年1月17日に第59軍団長、8月1日には第17軍団長に任命される。11月12日には324番目の柏葉騎士十字章が授与される。
1944年12月、第7軍司令官に就任し、アルデンヌ攻勢に参加し、1945年3月25日に第19軍司令官になって間もなく連合国軍に捕らわれ、捕虜となる。
1955年6月21日、ボンで死去する。